# آرتور آواگیان
آرتور آواگیان (ارمنی: Արթուր Աբգարի Ավագյան؛ ۴ ژوئیهٔ ۱۹۸۷) بازیکن فوتبال در پست مدافع اهل ارمنستان است.

## باشگاهی
از باشگاه‌هایی که در آن بازی کرده‌است می‌توان به باشگاه فوتبال لرناین آرتساخ، باشگاه فوتبال گاندزاسار کاپان، باشگاه فوتبال کیلیکیا، باشگاه فوتبال آرارات ایروان، باشگاه فوتبال اسپارتاک سمی، باشگاه فوتبال آلاشکرت، باشگاه فوتبال بانانتس، باشگاه فوتبال لوری و باشگاه فوتبال نوراوانک اشاره کرد.

## تیم ملی
وی همچنین در تیم ملی فوتبال ارمنستان بازی کرده‌است. آواگیان نخستین و تنها بازی ملی خود را که یک بازی دوستانه بود در تاریخ ۱۴ اوت ۲۰۱۳ در تیرانا در مقابل آلبانی انجام داده‌است.